# Birgit Sarata

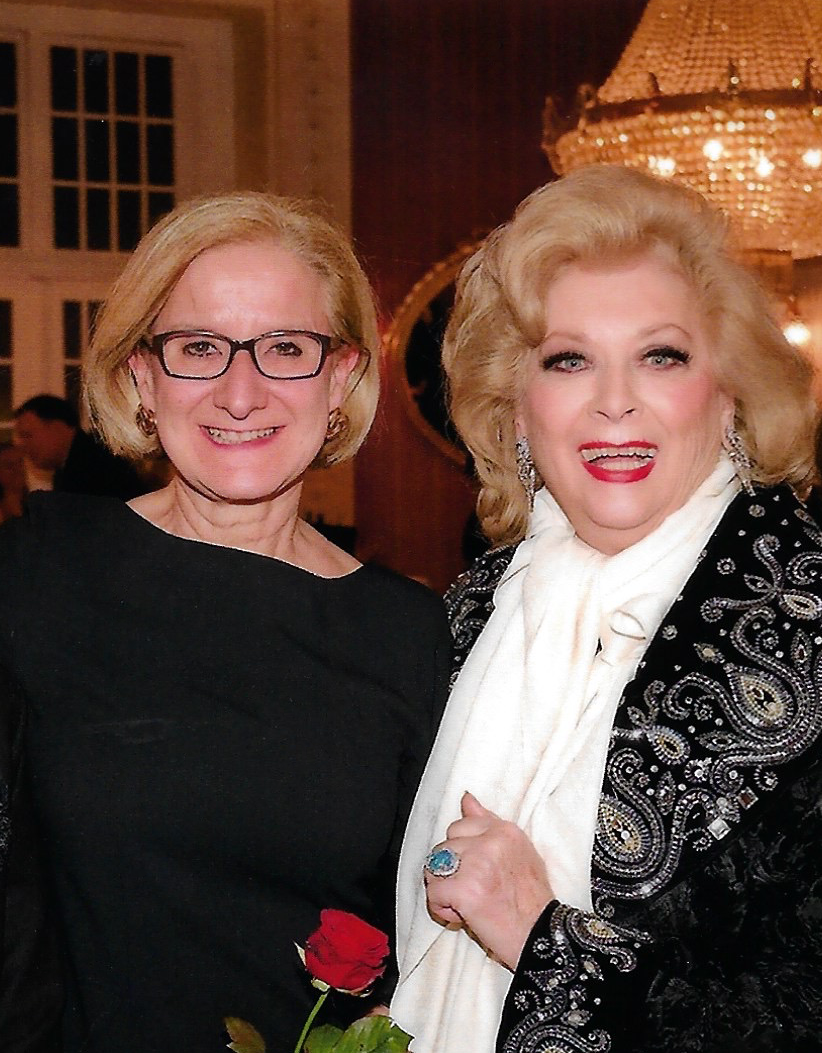
Birgit Sarata (r.) mit niederösterreichischen Landeshauptfrau Johanna Mikl-Leitner (2022)

Birgit Sarata (* 26. Juni 1942 in Wien) ist eine ehemalige österreichische Opern- und Operettensängerin (Sopran).

## Leben
Die in Wien geborene und am dortigen Konservatorium von Esther Réthy ausgebildete Sopranistin Birgit Sarata ist heute weniger wegen ihrer künstlerischen Verdienste als aufgrund ihrer Stellung im österreichischen Gesellschaftsleben ein Begriff. Dabei gastierte sie – zunächst als jugendlich dramatischer Sopran, später zunehmend in Operetten – mit großem Erfolg im gesamten deutschen Sprachraum, an der Wiener Volksoper, am Salzburger Landestheater, an der Grazer Oper, bei den Bregenzer Festspielen, am Berliner Theater des Westens, in Dortmund und Nürnberg. Gleichzeitig hatte sie aber auch Verträge mit Düsseldorf und Köln sowie in Zürich und an der Oper in Gent. Aufgrund ihrer strahlenden Erscheinung galt sie lange Zeit als Idealtypus der Operettendiva. So waren es hauptsächlich Partien wie Rosalinde (Die Fledermaus) und Hanna Glawari (Die lustige Witwe von Franz Lehár), die zu ihrem Kernrepertoire wurden. Als „Botschafterin des Wiener Charmes“ unternahm sie ausgedehnte Konzerttourneen in aller Welt, so während der Fußball-WM 1978 in Argentinien, in Australien, Japan und den USA. Der König von Tonga lud sie zu seinem Musikfestival ein. Vor Schah Mohammad Reza Pahlavi sang sie in dessen Muttersprache das „Vilja-Lied“ aus der lustigen Witwe. Die lustige Witwe sang sie in 23 verschiedenen Inszenierungen, unter anderem auch an der kaiserlichen Oper in Teheran. Sie sang auf hunderten Konzerten, trat in mehr als dreißig deutschsprachigen Theatern auf und war der ZDF-Operettenfilmstar der 1970er Jahre, beispielsweise in der Verfilmung von Lehárs Das Land des Lächelns an der Seite von René Kollo und Dagmar Koller. Die Leistungen von Birgit Sarata, als Sängerin und Schauspielerin, sind in mehreren Operetten, Filmen und durch Fernsehsendungen dokumentiert.
Birgit Sarata trat während ihrer Ehe mit dem Industriellen Alfred E. Pitsch unter dem Namen Pitsch-Sarata in Erscheinung. Nach ihrer Heirat mit dem Waschmittelfabrikanten Kurt Konrad Rajer zog sie sich Anfang der 1980er Jahre von der Bühne zurück und absolvierte als Birgit Sarata-Rajer hauptsächlich Stargast-Auftritte auf internationalen Kreuzfahrtschiffen. Zu einem späteren Zeitpunkt war sie für eine längere Zeit auch die Lebensgefährtin des „Marmeladenkönigs“ Hans Staud.
Seit einigen Jahren ist sie auch als „Ballmutti“ des Wiener Zuckerbäckerballs tätig und verantwortet dabei die Pressearbeit sowie die Organisation der Eröffnung und der Ehrengäste.
Birgit Sarata gilt als eine der führenden Persönlichkeiten im Wiener Gesellschaftsleben. Sie hat bereits über 100 Veranstaltungen für die Stadt Wien organisiert und war über zehn Jahre lang für das Programm auf der Hauptbühne des Wiener Silvesterpfades verantwortlich.
Birgit Sarata ist seit 2010 auch als Kolumnistin für das Wiener Bezirksblatt aktiv und teilt dort Veranstaltungstipps in ihrer eigenen Rubrik.
Seit dem Jahr 2011 ist sie Präsidentin des Freundesvereins des Stadttheaters Baden. Ebenfalls seit 2011 fungiert sie zudem als Botschafterin für die österreichischen Kinderdörfer und hat in dieser Funktion beträchtliche Spendengelder durch die Organisation mehrerer Spendengalas gesammelt.
Sie ist Honorarvizekonsulin der Republik Senegal.
Bei der Großen Chance der Chöre war sie neben Oliver Pocher, Larissa Marolt und Ramesh Nair im April und Mai 2015 im ORF als Jurorin tätig.

## Filmografie
- 1973: Das Land des Lächelns (Komponist: Franz Lehár, Regie: Arthur Maria Rabenalt, Dirigent: Wolfgang Ebert, Radio-Sinfonieorchester Stuttgart, Darsteller: René Kollo, Dagmar Koller, Heinz Zednik, Herbert Prikopa, Fred Liewehr u. a.)
- 1975: Ein Walzer zu zweien (Regie: Heinz Liesendahl, Orchesterleiter: Hans-Georg Arlt, Darsteller/Sänger: Fred Bertelmann, Adolf Dallapozza, René Kollo, Zarah Leander, Max Greger, Bibi Johns, Benno Kusche, Helmut Wallner)
- 1987: Johann Strauß – Der König ohne Krone (Regie: Franz Antel)
- 1997: Hochzeit in Wien (Regie: Michel Lang) Darsteller: Charles Aznavour, Annie Cordy, Christiane Minazzoli
- 2001: Dolce Vita & Co

## Auszeichnungen
- 1996: Österreichisches Ehrenkreuz für Wissenschaft und Kunst
- 1997: Euro Crystal Globe Award
- 1999: Honorar-Vizekonsulin von Senegal
- 1999 Goldenes Ehrenzeichen für Verdienste um das Bundesland Niederösterreich
- 2001: Österreichische Sonderbotschafterin für Tourismus
- 2004: Goldenes Verdienstzeichen des Landes Wien
- 2004: Preis für die Menschlichkeit Land Wien
- 2004: Ehrennadel der Wirtschaftskammer
- 2005: Calafatimünze in Gold vom Praterverband für Verdienste
- 2011: Goldenes Ehrenzeichen für Verdienste um die Republik Österreich[10]
- 2018: Verleihung des Berufstitels Professorin[11]
- Goldenes Ehrenzeichen des Landes Wien
- 2023 Goldene Medaille des Ehrenzeichens für Verdienste um das Bundesland Niederösterreich